# نانا سوزوكي
نانا سوزوكي (باليابانية: 鈴木奈々؛ بالكانا: すずき なな) هي تارينتو وعارضة يابانية، ولدت في 9 يوليو 1988 في ريوغاساكي في اليابان.